# Leo Schubert
Leo Schubert (9. dubna 1885 Město Albrechtice – 24. března 1968 Düsseldorf) byl československý politik německé národnosti a meziválečný poslanec Národního shromáždění za Německou národně socialistickou stranu dělnickou (DNSAP).

## Biografie
Vychodil obecnou školu a gymnázium. Od roku 1906 působil jako úředník okresního soudu ve Fulneku. Od studentských let byl stoupencem velkoněmeckého hnutí. Po roce 1918 byl členem a funkcionářem DNSAP. Účastnil se pokusu o vytvoření provincie Sudetenland na severu Moravy a ve Slezsku, která se hodlala připojit k Německému Rakousku. Po potlačení tohoto pokusu byl Schubert propuštěn československými úřady ze státních služeb. Dočasně žil v Rakousku, pak se vrátil do Fulneku. Byl organizačním vedoucím, později vedoucím stranického odboru celostátní komunální politiky. Zastával funkci obvodního vedoucího DNSAP v ostravském volebním kraji. Jako první člen DNSAP v Československu se roku 1920 stal starostou. Podle údajů k roku 1930 byl povoláním starostou Fulneku.
V parlamentních volbách v roce 1929 získal za Německou národně socialistickou stranu dělnickou poslanecké křeslo v Národním shromáždění.
Koncem 20. let 20. století se stal předsedou organizace Volkssport, která kombinovala tělovýchovnou, paramilitární a politickou činnost napojenou na DNSAP. V procesu, který od roku 1932 probíhal u československých soudů, patřil mezi několik poslanců DNSAP obviněných z protistátní činnosti. V říjnu 1933 v souvislosti se zrušením strany německých národních socialistů se stal nezařazeným poslancem. Již v listopadu 1933 byl ale, stejně jako všichni další bývalí poslanci DNSAP, zbaven mandátu. Byl vězněn československými úřady, po propuštění uprchl roku 1935 do Německa. Získal říšské občanství a roku 1936 se stal starostou města Kladsko. Funkci starosty zastával do roku 1939. 29. března 1936 byl jmenován poslancem německého Říšského sněmu. Později získal nejvyšším stranické vyznamenání, Zlatý stranický odznak NSDAP.
Za druhé světové války působil v letech 1940–1942 jako zemský viceprezident v Čechách. Z funkce byl odvolán pro obohacování ze zabaveného židovského majetku. Byl za to pokárán říšským vedoucícím SS Heinrichem Himmlerem. Od roku 1943 byl vrchním ředitelem finančního ústavu Landeshypothekenbank v Čechách. Roku 1945 uprchl do Rakouska, zde se skrýval do roku 1949. Později žil v Západním Německu. Byl aktivní ve vysídleneckých organizacích. V letech 1950–1963 zastával funkci předsedy zemské skupiny Severní Porýní-Vestfálsko.